# Josse Ruth
Josse Ruth, född 30 oktober 1896, var en friidrottare från Belgien. Han deltog vid olympiska sommarspelen 1924.